# 00.04
00.04 je četrti studijski album nizozemske skupine Ekseption. Album vsebuje predelave skladb J. S. Bacha. Pri snemanju je sodeloval tudi Kraljevi filharmonični orkester.

## Seznam skladb
| A stran | A stran                                | A stran |
| Št.     | Naslov                                 | Dolžina |
| ------- | -------------------------------------- | ------- |
| 1.      | „Ave Maria‟ (arr. Rick van der Linden) | 2:34    |
| 2.      | „Body Party‟ (Rick van der Linden)     | 3:32    |
| 3.      | „Monlope‟                              | 4:48    |
| 4.      | „Monkey Dance‟ (Rick van der Linden)   | 2:41    |
| 5.      | „Choral‟ (Rick van der Linden)         | 4:02    |

| B stran | B stran                                                                       | B stran |
| Št.     | Naslov                                                                        | Dolžina |
| ------- | ----------------------------------------------------------------------------- | ------- |
| 1.      | „Partita No. 2 in C Minor‟ (Johann Sebastian Bach / arr. Rick van der Linden) | 5:44    |
| 2.      | „Piccadilly Sweet‟ (Rick van der Linden)                                      | 14:28   |

## Zasedba

### Ekseption
- Peter de Leeuwe – bobni
- Cor Dekker – bas kitara
- Dick Remelink – saksofon
- Tony Vos – saksofon
- Rick van der Linden – klaviature
- Erik van Lier – trombon
- Rein van den Broek – trobenta, krilnica

### Gostje
- The Royal Philharmonic Orchestra